# (31927) 2000 GT78
2000 GT78 (asteroide 31927) é um asteroide da cintura principal. Possui uma excentricidade de 0.03148570 e uma inclinação de 3.26208º.
Este asteroide foi descoberto no dia 5 de abril de 2000 por LINEAR em Socorro.